# 宮田玲奈
宮田 玲奈（みやた れいな、1994年4月20日 - ）は、オフィスキイワード所属のフリーアナウンサー。

## 来歴
鹿児島県鹿児島市出身。早稲田大学政治経済学部卒業後、2017年4月に鹿児島讀賣テレビへ入社。同期の熊木創平、島侑作とともに同局のアナウンサーになる。
2021年12月に鹿児島讀賣テレビを退社。2022年1月に西日本放送へ入社。
2024年6月に西日本放送を退社。

## 過去の担当番組

### 鹿児島讀賣テレビ
- かごピタ
- AMP
- KYTニュース

### 西日本放送
- RNCニュース
- RNCnewsevery（月曜- 水曜キャスター）
- Every.フライデー（MC）